# Ƶ
Zeta con barra (Ƶ, minúscula: ƶ) es una letra del alfabeto latino extendido derivada de una Z con la adición de una barra inscrita.

## Uso
La z con barra aparece en el alfabeto yaᶇalif, así como en el Alfabeto Turco Uniforme, utilizado para representar en el idioma tártaro una fricativa postalveolar sonora [ʒ], también escrita como j.
También se usaba en la ortografía latina de 1992 del idioma checheno para representar igualmente la fricativa postalveolar sonora [ʒ].
Además se utilizó en una variante de 1931 del alfabeto del dialecto tver del idioma carelio y en el alfabeto latino mongol de 1931-1941, en este último para representar [d͡ʒ].

### Como símbolo monetario
A veces se usaba Ƶ en lugar de Z para representar el Zaire, una antigua moneda de la República Democrática del Congo.
Ƶ se utiliza como símbolo de moneda en los videojuegos EVE Online y Ace Combat 5: The Unsung War para representar las monedas del juego Interstellar Kredits (ISK) y Zollar, respectivamente.
Ƶ se utiliza como símbolo de moneda en el universo de Dragon Ball para "zeni".

### Como variante de las letras Z y Ż
En polaco, el carácter Ƶ se utiliza como variante alográfica de la letra Ż. En Europa, incluyendo a alemanes, italianos, franceses, rumanos, españoles, checos, se usa a menudo como una variante manuscrita de Z. En griego, sin embargo, es una forma manuscrita de la letra xi (ξ), donde el trazo horizontal la distingue de dseta, ζ.
Ƶ y ƶ también son utilizados por matemáticos, científicos e ingenieros como variantes de Z y z en ecuaciones escritas a mano para evitar confusiones con el número 2.

Insignia de la policía municipal polaca (Straż Miejska), utilizando Ƶ barrada como variante de Ż
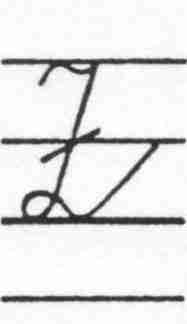
Z mayúscula manuscrita en alemán, escrita con un trazo

## Codificación digital
En Unicode, la mayúscula Ƶ está codificada en U+01B5 y la minúscula ƶ está codificada en U+01B6.
| Carácter      | Ƶ                                  | Ƶ                                  | ƶ                                | ƶ                                |
| ------------- | ---------------------------------- | ---------------------------------- | -------------------------------- | -------------------------------- |
| Unicode       | LATIN CAPITAL LETTER Z WITH STROKE | LATIN CAPITAL LETTER Z WITH STROKE | LATIN SMALL LETTER Z WITH STROKE | LATIN SMALL LETTER Z WITH STROKE |
| Codificación  | decimal                            | hex                                | decimal                          | hex                              |
| Unicode       | 437                                | U+01B5                             | 438                              | U+01B6                           |
| UTF-8         | 198 181                            | C6 B5                              | 198 182                          | C6 B6                            |
| Ref. numérica | &#437;                             | &#x1B5;                            | &#438;                           | &#x1B6;                          |